# Кристабель (певица)
Кристабель Борг (англ. Christabelle Borg; (более известная как Christabelle) род. 28 апреля 1992, Мджарр, Мальта) — мальтийская певица, которая представляла Мальту на песенном конкурсе Евровидение 2018 с песней «Taboo»,но не смогла преодолеть черту полуфинала.

## Биография
Борг начала свою карьеру еще будучи подростком, но в качестве телеведущей. В 2014 принимала участие в отборе Мальты с песней «Lovetricity», заняв 8 место в финале. Участвовала в отборе на Евровидение в 2015 и в 2016 годах с песнями «Rush» и «Kingdom» соответственно, но победить не смогла. Вернулась на отбор в 2018 и одержала победу, что позволило ей представлять свою страну на Евровидении 2018 с песней «Taboo». Кристабель выступила 10 мая во втором полуфинале, где заняла 13 место и не прошла в финал. 